# تاميرا ينغ
تاميرا ينغ (بالإنجليزية: Tamera Young)‏ مواليد 30 أكتوبر 1986 في ويلمينغتون، هي لاعبة كرة سلة أمريكية. بدأت مسيرتها الاحترافية في سنة 2008. تم اختيارها من قبل فريق أتلانتا دريم خلال الدرافت. تلعب مع فريق شيكاغو سكاي في دوري الاتحاد الوطني لكرة السلة النسائية. وتحمل الرقم 1. يبلغ طولها 6 قدم 2 بوصة (1.9 م). لعبت مع أتلانتا دريم.

## روابط خارجية
- تاميرا ينغ على موقع الاتحاد الوطني لكرة السلة النسائية (الإنجليزية)
- تاميرا ينغ على موقع كرة السلة الأوروبية.كوم (الإنجليزية)
- تاميرا ينغ على موقع كلية كرة السلة في سبورتس رفرنس.كوم (الإنجليزية)
- تاميرا ينغ على موقع بروبوليرز (الإنجليزية)
- تاميرا ينغ على موقع سبورتس رفرنس (الإنجليزية)